# Имандосов, Самурат Жуманович
Самурат Жуманович Имандосов (каз. Самұрат Жұманұлы Имандосов; 20 июня 1948; Казалинский район, Кызылординская область, КазССР, СССР) — казахстанский предприниматель, меценат, общественный деятель.

## Биография
Родился 20 июня 1948 года в селе Майлыбас Казалинского района Кызылординской области.
В 1967 году окончил факультет механизации мелиоративных работ Кызылординский гидромелиоративный техникум по специальности техник-механик, в 1977 году окончил факультет гидромелиорации Джамбулский гидромелиоративно-строительный институт по специальности «инженер-гидротехник».
С 1969 по 1972 год — инженер-экономист, гидротехник, начальник отдела Казалинского управления обводнительных систем.
С 1972 по 1992 год — старший прораб, главный инженер минерального водохозяйства № 64 КазССР, начальник СМК. Начальник СМП № 86
С 1992 по 1994 год — управляющий трестом «Казалысустрой» строительства главных рисовых совхозов.
С 1994 по 1995 год — аким Казалинского района Кызылординской области.
С 1996 по 2000 год — вице-президент, президент АО «Жер-Су».
С сентября 2000 года — президент АО «РЗА» (Казалинский район Кызылординской области).
С 1992 года — член партии «Нур Отан».
Депутат Верховного Совета Казахстана 12 созывов, депутат Кызылординского областного маслихата 2-го (1999), 3-го (2003), 4-го (2007) созывов.

## Награды и звания
- 1980 — Орден «Знак Почёта» (СССР)
- 1998 — Медаль «Астана»
- 2001 — Орден Курмет[3]
- 2006 — Медаль «10 лет Парламенту Республики Казахстан»
- 2007 — Орден Парасат[4]
- 2008 — Международной награды «Звезда содружества»
- 2008 — Международной награды имени Сократа в номинации «Лучшее предприятие» с вручением ордена «Топ-менеджер года».
- 2009 — Звания «Почётный строитель Республики Казахстана»
- 2015 — Лауреат Премии СНГ 2015 года за достижения в области качества продукции и услуг.
- 2018 — Орден «Барыс» 3 степени награда вручена в Акорде (14 декабря).[5]
- Звания «Почётный гражданин Кызылординской области» (2011), Почётный гражданин города Кызылорда и Казалинского района и др.